# 浦戸村
浦戸村（うらとむら）は、昭和25年（1950年）まで宮城県宮城郡の松島湾口（外松島）の浦戸諸島にあった村。現在の塩竈市浦戸寒風沢・浦戸野々島・浦戸桂島・浦戸石浜にあたる。

## 沿革
- 1889年（明治22年）4月1日 - 町村制施行にともない、野々島・桂島・石浜・寒風沢浜の計4か村が合併して浦戸村が発足。
- 1950年（昭和25年）4月1日 - 塩竈市に編入。

## 行政

### 歴代村長
| 代 | 氏名       | 就任                      | 退任                       | 備考 |
| -- | ---------- | ------------------------- | -------------------------- | ---- |
| 1  | 白石宏道   | 明治22年（1889年）4月22日 | 明治24年（1891年）5月14日  |      |
| 2  | 高橋安吉   | 明治24年（1891年）5月23日 | 明治33年（1900年）3月22日  |      |
| 3  | 鈴木浅治   | 明治33年（1900年）5月9日  | 明治39年（1906年）7月15日  |      |
| 4  | 鈴木喜兵衛 | 明治39年（1906年）8月4日  | 明治39年（1906年）11月12日 |      |
| 5  | 内海市五郎 | 明治43年（1910年）1月12日 | 大正11年（1922年）4月1日   |      |
| 6  | 船渡清四郎 | 大正11年（1922年）5月1日  | 大正15年（1926年）4月30日  |      |
| 7  | 土井兼太郎 | 昭和2年（1927年）8月9日   | 昭和17年（1942年）8月8日   |      |
| 8  | 郷古良平   | 昭和17年（1942年）8月9日  | 昭和19年（1944年）8月19日  |      |
| 9  | 鈴木善七郎 | 昭和19年（1944年）11月7日 | 昭和21年（1946年）2月6日   |      |
| 10 | 土見東一   | 昭和21年（1946年）4月2日  | 昭和21年（1946年）12月27日 |      |
| 11 | 鈴木昇     | 昭和22年（1947年）4月5日  | 昭和25年（1950年）3月31日  |      |